# First White House of the Confederacy
Das First White House of the Confederacy („Erstes Weißes Haus der Konföderation“) ist ein historisch bedeutsames Anwesen in Montgomery, Alabama. Nach der Sezession der Südstaaten diente die 1835 im Italianate-Stil errichtete Residenz einige Monate lang bis Ende Mai 1861 als Amtssitz von Jefferson Davis, dem Präsidenten der Konföderierten Staaten von Amerika. Das Gebäude ist seit 1974 im National Register of Historic Places („Nationales Verzeichnis historischer Orte“; NRHP) eingetragen und der Öffentlichkeit zugänglich.

## Architektur

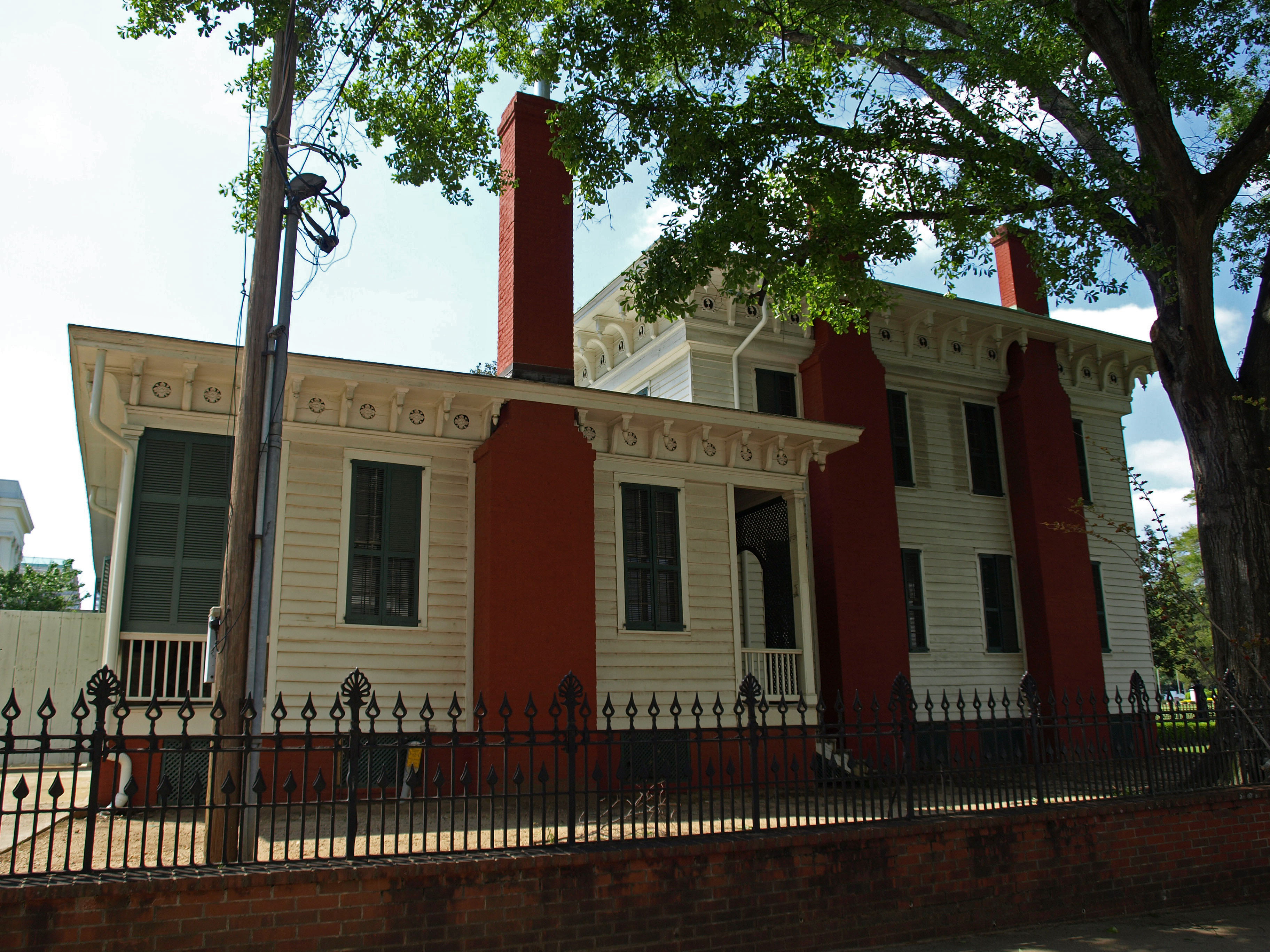
Ostseite (2009)

Das First White House of the Confederacy wurde im Italianate-Stil als Holzrahmenbau mit Holzverschalung errichtet. Das zweistöckige Haus hat rückwärtig zwei in die Außenfassade integrierte Kamintürme und zu beiden Seiten hin einen einstöckigen kleineren Nebenflügel mit je einem weiteren Kamin. Das Gebäude hat eine Breite von fünf Fensterachsen und eine Tiefe von vier. Es verfügt über ein Walmdach und ein Gesims mit tropfenförmigen Konsolen. Den Eingangsbereich bildet eine drei Fensterachsen breite Veranda. Die Haustür wird von zwei Wandpfeilern gesäumt.
Von der zentralen Eingangshalle gehen vier Zimmer ab, nach links zwei Salons und nach rechts zwei Schlafzimmer. Rückwärtig befindet sich eine kleinere Halle, die sich zu den beiden Seitenflügeln öffnet.

## Geschichte
Das Haus wurde wahrscheinlich im Jahr 1825 von William Sayre errichtet, der einer der ersten Handelsmänner in der jungen Stadt war. Später gelangte es in den Besitz von Colonel J. G. Winter. Dieser ließ das Anwesen umbauen und verkaufte es kurz vor dem Ausbruch des Sezessionskriegs an Colonel Edmond Harrison. Im Februar 1861 konstituierten sich die Konföderierten Staaten von Amerika im Kongress von Alabama und bestimmten Montgomery zur ersten Hauptstadt der Südstaaten. Ende Februar autorisierte der konföderierte Kongress die Anmietung von privaten Immobilien als Dienstgebäude für den neuen Staat. Eines dieser Mietobjekte war das First White House of the Confederacy, das Anfang März von Präsident Jefferson Davis und seiner Frau Varina Davis bezogen wurde. Die Jahresmiete für das möblierte Haus betrug knapp 5100 US-Dollar. Die Inneneinrichtung wurde zum größten Teil übernommen, einige Möbel brachte das Präsidentenpaar aus seinem früheren Wohnsitz in Biloxi, Mississippi mit. Bereits am 27. Mai 1861 zog Davis mit seiner Frau wieder aus, weil die Hauptstadt der Konföderierten Staaten nach Richmond, Virginia verlegt wurde. Nach dem Amerikanischen Bürgerkrieg fiel das Haus an William Crawford Bibb und ab 1871 an die Tyson-Familie.
Im Sommer 1900 gründete eine Frauenorganisation die White House Association, der sich in der Folge auch gleichgesinnte Männer anschlossen. Der Verein sammelte Geld, um das Haus zu bewahren und später, um es zu verlegen, da an seinem ursprünglichen Standort eine Tankstelle errichtet werden sollte. Im Jahr 1919 verabschiedete die State Legislature Geldmittel zur Förderung dieses Vorhabens, die von Gouverneur Thomas Kilby bestätigt wurden. Nachdem das Anwesen an seiner heutigen Stelle wieder aufgebaut worden war, wurde es im Juni 1921 als First White House of the Confederacy eingeweiht und für den Publikumsverkehr geöffnet. Es ist bis heute ein Museum und wurde am 25. Juni 1974 in das NRHP eingetragen.